# Jesenšek
Jesenšek je priimek v Sloveniji, ki ga je po podatkih Statističnega urada Republike Slovenije na dan 1. januarja 2010 uporabljalo 245 oseb.

## Znani nosilci priimka
- Albin Jesenšek (1922 - 2011), lovec, planinec, partizan, društveni delavec, župan
- Breda Jesenšek Papež, fizioterapevtka, univ. prof.
- Dušan Jesenšek (*1958), veterinar, ribogojec
- Dušan Jesenšek Serša (*1956), literat z izgubo vida
- Gabrijel "Gaber" Jesenšek (*1926), novinar
- Gašper Jesenšek, sladkovodni ribič
- Julček Jesenšek, alpinist, planinski publicist
- Marko Jesenšek (*1960), jezikoslovec, univ. profesor, izr. član SAZU
- Maša Jesenšek, novinarka, popotnica
- Vida Jesenšek (*1960), jezikoslovka, univ. prof.